# Petelea, Mureș
Petelea (în maghiară Petele, în dialectul săsesc Birk, în germană Birk, Byrke) este satul de reședință al comunei cu același nume din județul Mureș, Transilvania, România.

## Istoric

### Vechimea așezării
Monografia satului și datelor oferite de Repertoriul arheologic al județului Mureș ne indică localitatea ca fiind atestată arheologic din neolitic și că, pe teritoriul localitații au fost scoase la suprafață vestigii arheologice, monede și tezaure. Amintim fragmente ceramice din epoca bronzului și prima vârstă a fierului, descoperite pe terenul din apropierea bisericii ortodoxe. S-a descoperit întâmplător în 1869, într-un ogor, de către un țăran, un tezaur format din 200 piese, din care 198 monede dacice schyphate, încadrate de arheologi în grupa III-a monedelor dacice "tip Petelea", precum și două tetradrahme ale Macedoniei Prima. Monedele din tezaur, emise în jurul sec. I. î. Cr. se păstrează la diferite muzee: Brukenthal din Sibiu, Budapesta, Viena. În 1939 s-a descoperit o monedă romană de argint din vremea împăratului Comodus. Toate acestea constituie o mărturie asupra atestării vechimii și continuității vieții omului pe teritoriul localitații.

### Despre grafia localitații
Se crede, că denumirea de Petelea provine de la mesteacăn - în latinește Betulia vulgaris. Înainte de venirea sașilor în localitate aceasta ar fi purtat numele Mesteceni, ne informează preotul Branea, într-o încercare de monografie. În sprijinul acestei afirmații ar sta și denumirea de Pădurea Mesteceni a unui colț din pădurea de azi, ce mărginește localitatea, precum și numele de BIRK mesteacăn în germană, dată de sași, la așezarea lor aici. Tradiția sașilor chiar spune că la venirea lor aici, colonizați de statul maghiar au găsit întinderi mari de păduri pe care le-au defrișat.
Potrivit documentelor, grafia localității a fost următoarea:
1332 Pytula, Pycula
1348 Pechwle
1426 Petele
1465 Pethele
1645 Petelye
1824 Pelelye
1854 Petele, Birk, Petelea

### Prima atestare documentară a localității
Prima atestare documentară a localității, de la care se împlinesc 665 de ani, se află într-un registru de dijme papale cu caracter fiscal și se referă la preotul Ilie din Pycula, care în anul 1332 a plătit un fertun și jumătate de argint, prima plată pe anul întâi Arhidiaconatului de Ozd, ce se întindea pe cursul superior și mijlociu al Mureșului, informație despre localitate regăsită într-o altă listă de dijme papale, despre plata a două pe anul întâi din Arhidiaconatul de Solnoc-Dăbâca, când preotul Ilie din Pytula, deci cu altă grafie, a plătit 40 de banali vechi.
Satul Petelea este atestat documentar în anul 1332.

## Localizare
Localitate situată pe râul Mureș, pe drumun național DN 15 Târgu Mureș - Reghin.
Petelea este așezat pe terasa stângă a văii Mureșului, la 25 km nord-est de Tg. Mureș și la 6 km sud de municipiul Reghin, fiind străbătută de la un capăt la altul de Șoseaua națională nr. 15.
Relieful localității este alcătuit de valea largă a Mureșului și culmi deluroase, ca interfluvii, puțin îngrădite, între valea Beicii și Habicului, cu înălțimi reduse, cea mai mare înălțime fiind de 511,7m, în Dealul Viilor.
Vatra localității se află pe un teren, în cea mai mare parte plan, cu denivelări mici, constituind șesul aluvial creat de Mureș și pe de o parte din panta dealului dinspre sud-est, unde este așezată biserica ortodoxă din lemn, cimitirul românesc și cel săsesc, precum și cartierul locuit complet de țigani. Movilele de teren, șapte la număr, din stânga șoselei, la ieșirea din localitate spre Tg. Mureș, sunt formațiuni naturale, create prin alunecări de teren și nu prezintă interes arheologic, fapt atestat de cercetările din 1950 ale colectivului de arheologi Cristești.
Rețeaua hidrografică este bogată și e formată din râul Mureș și cei doi afluenți, râul Beica și Râul Habic. Pe râul Mureș se făcea o intensă activitate de plutărit între Lunca Bradului și Arad, începând din 1780, în zonă trecând câte trei plute pe zi.
Din monografia localității Petelea reținem interesante date consemnate sub aspect climatologic. Menționăm printre acestea puternica grindină din 20 iulie 1853, consemnată de cantorul bisericii din localitate pe una din cele 15 cărți de cult păstrate de biserică numită "Predici și învățături" de P. Maior, precum și alte mari căderi de grindină, ca cele din 1912 sau 1956. Sunt menționate de asemenea puternice secete din anii 1905, 1946, ba chiar mai îndepărtate 1718, 1730, 1780, precum și marile inundații, cu urmări grave pentru localitate, ca cele din 1941, ce a distrus moara de pe Mureș, atestată încă în 1724, inundațiile din 1948, din 1970 sau 1974.
Prin localitate trece artera feroviară Războieni-Deda, a cărei porțiune dintre Reghin și Tg. Mureș a fost dată în folosință în 1885.
Administrativ-teritorial, constatăm că Petelea aparținea pe la 1700 Comitatului Turda, Cercul de Jos iar la 1818 în cadrul aceluiași Comitat, dar Cercul de sus.
În 1876 Petelea făcea parte din județul Mureș - Turda, plasa Reghin de Jos. Începând cu 1950 a fost încadrată raionului Reghin, regiunea Autonomă - Maghiară, respectiv Mureș Autonomă-Maghiară, iar ca urmare reformei administrativ teritorială din 1968 se constituie comună, împreună cu satul Habic, în cadrul județului Mureș.

## Monumente
- Biserică de lemn